# Raffaele Guglielmo Tenaglia
Raffaele Guglielmo Tenaglia (* 15. März 1884 in Orsogna; † 1. August 1975) war ein italienischer Dirigent und Komponist der Romantik.

## Leben und Werk
Raffaele Guglielmo Tenaglia studierte am Konservatorium von Neapel bei Camillo de Nardis und Paolo Serrao. 1912 gewann er den Bellini-Preis. 1913 trat er dem Musikverlag Ricordi bei. Er veröffentlichte eigene Gedichte, Lieder sowie Rezensionen über Werke anderer Komponisten. Zwischen 1941 und 1962 wirkte er als Direktor des Musikarchivs der Reproduktionsabteilung dieses Hauses.